# Sudince
Sudince (bis 1927 auch slowakisch Šudince; deutsch Sedimitz, ungarisch Ösöd, zeitweise auch Ősöd) ist eine Gemeinde in der Mitte der Slowakei mit 92 Einwohnern (Stand 31. Dezember 2024), die im Okres Krupina, einem Kreis des Banskobystrický kraj, liegt.

## Geographie
Die Gemeinde befindet sich am Übergang vom Hügelland Ipeľská pahorkatina im slowakischen Donautiefland in die Hochebene Krupinská planina, in einem Seitental des Baches Lišovský potok im Einzugsgebiet der Štiavnica. Das Ortszentrum liegt auf einer Höhe von 185 m n.m. und ist 21 Kilometer von Šahy sowie 27 Kilometer von Krupina entfernt (Straßenentfernung).
Nachbargemeinden sind Lišov im Norden, Hontianske Tesáre (Ortsteil Dvorníky) im Osten, Terany im Südosten sowie Hontianske Moravce im Süden und Westen.

## Geschichte
Sudince wurde zum ersten Mal 1245 als Zyud schriftlich erwähnt und war damals Besitz der Burgleute der Burg Hont, später des Geschlechts Sembery. Ab dem 17. Jahrhundert gehörten die Ortsgüter der Familie Koháry, gefolgt von der Familie Coburg. 1715 gab es 19 Haushalte, 1828 zählte man 38 Häuser und 197 Einwohner, die als Hirten, Landwirte und Winzer beschäftigt waren.
Bis 1918 gehörte der im Komitat Hont liegende Ort zum Königreich Ungarn und kam danach zur Tschechoslowakei beziehungsweise heute Slowakei. Auch in der ersten tschechoslowakischen Republik war Sudince ein landwirtschaftlich geprägter Ort.

## Bevölkerung
| Jahr                | 1994 | 2004     | 2014     | 2024  |
| ------------------- | ---- | -------- | -------- | ----- |
| Anzahl der Personen | 68   | 59       | 80       | 92    |
| Unterschied         |      | −13,23 % | +35,59 % | +15 % |

| Jahr                | 2023 | 2024    |
| ------------------- | ---- | ------- |
| Anzahl der Personen | 91   | 92      |
| Unterschied         |      | +1,09 % |

Nach der Volkszählung 2011 wohnten in Sudince 72 Einwohner, davon 64 Slowaken und drei Roma. Fünf Einwohner machten keine Angabe zur Ethnie.
47 Einwohner bekannten sich zur römisch-katholischen Kirche und 15 Einwohner zur Evangelischen Kirche A. B. Fünf Einwohner waren konfessionslos und bei fünf Einwohnern wurde die Konfession nicht ermittelt.

## Bauwerke
- evangelische Kirche aus dem Jahr 1858